# Skeleton-Juniorenweltmeisterschaft 2005
Die Skeleton-Juniorenweltmeisterschaft 2005 war die dritte Austragung der Skeleton-Juniorenweltmeisterschaft. Sowohl bei den Frauen als auch bei den Männern fand das Rennen am 29. Januar 2005 in Winterberg im Hochsauerland auf der Bobbahn Winterberg Hochsauerland statt. Bei den Frauen konnte Kathleen Lorenz aus Deutschland als erster Skeletonprofi den Junioren-Weltmeistertitel verteidigen. Bei den Männern sicherte sich der deutsche Skeletonfahrer Mirsad Halilovic die Juniorenweltmeisterschaft.

## Teilnehmende Nationen
| Europa (9 Nationen) |                                                          |
| --- | -------------------------------------------------------- |
| \| - Deutschland - Italien - Lettland - Norwegen - Österreich \| - Rumänien - Russland - Schweiz - Vereinigtes Königreich \| |                                                          |
| Amerika (3 Nationen) |                                                          |
| - Amerikanische Jungferninseln - Kanada - Vereinigte Staaten                                                                 |                                                          |
| Asien (1 Nation) |                                                          |
| - Japan |                                                          |
| - Deutschland - Italien - Lettland - Norwegen - Österreich                                                                   | - Rumänien - Russland - Schweiz - Vereinigtes Königreich |

## Medaillenspiegel
| Platz | Land                   |   |   |   |   |
| ----- | ---------------------- | - | - | - | - |
| 1     | Deutschland            | 2 | 1 | 1 | 4 |
| 2     | Vereinigtes Königreich | – | 1 | – | 1 |
| 3     | Vereinigte Staaten     | – | – | 1 | 1 |
| Total | Total                  | 2 | 2 | 2 | 6 |

## Medaillengewinner
| Wettbewerb | Gold             | Gold        | Silber              | Silber      | Bronze      | Bronze      |
| Wettbewerb | Sportler         | Leistung    | Sportler            | Leistung    | Sportler    | Leistung    |
| ---------- | ---------------- | ----------- | ------------------- | ----------- | ----------- | ----------- |
| Frauen     | Kathleen Lorenz  | 1:58,41 min | Amy Williams        | 1:58,43 min | Anja Huber  | 1:58,55 min |
| Männer     | Mirsad Halilovic | 1:55,25 min | Matthias Biedermann | 1:55,52 min | Caleb Smith | 1:55,84 min |